# Piaski (Olkusz)
Piaski – część miasta Olkusza (SIMC 0941949), w województwie małopolskim, w powiecie olkuskim. Do 1973 część wsi Pomorzany.
Leży w centralnej części miasta, przylegają od północy do centrum Olkusza poprzez ul. Centralną. Posiadają dobrze rozbudowaną siatkę ulic, wśród której główną ulicą jest ul. Niepodległości.
Piaski stanowiły do 1954 część gromady Pomorzany w gminie Rabsztyn w powiecie olkuskim, początkowo w województwie kieleckim, a od 18 sierpnia 1945 w  województwie krakowskim. Po wojnie nadal w gromadzie Pomorzany, jednej z 14 gromad gminy Rabsztyn.
W związku z reformą znoszącą gminy jesienią 1954 roku, Piaski weszły w skład gromady Pomorzany, a po jej zniesieniu 1 stycznia 1969 – do gromady Bolesław.
1 stycznia 1973, w związku z kolejną reformą znoszącą gromady, Piaski włączono do Olkusza.